# Казинет
Казине́т — плотная и упругая однотонная хлопчатобумажная или полушерстяная ткань саржевого переплетения для пошива верхней одежды.
Из полушерстяного казинета шили форменную одежду нижних гражданских чинов. У М. Е. Салтыкова-Щедрина в сказке «Игрушечного дела людишки» в вицмундир серого казинета одета кукла-подьячий, а в романе «Пошехонская старина» в светло-зелёном казинетовом казакине явился к обеду Фомушка. У А. И. Эртеля в «Гардениных» Алёшка просит купить ему не казинетовые панталончики, а плисовые, чтобы его не дразнили. Казинетовая одежда связывалась с низким социальным статусом, широко использовалась в художественной литературе для соответствующей характеристики персонажа, например, у Л. Н. Толстого, Н. С. Лескова и И. А. Бунина. Из прочного казинета также шили верхнюю одежду: пальто, пиджаки, покрытие тулупов. В деревнях верхняя одежда из казинета была праздничной. С началом XX века казинет перестали выпускать, и само слово стало выходить из употребления, хотя ещё в 1919 году Николай Клюев обращался к Маяковскому: «Простой как мычание и облаком в штанах казинетовых / Не станет Россия — так вещает Изба».